# 聖雷諾德教堂

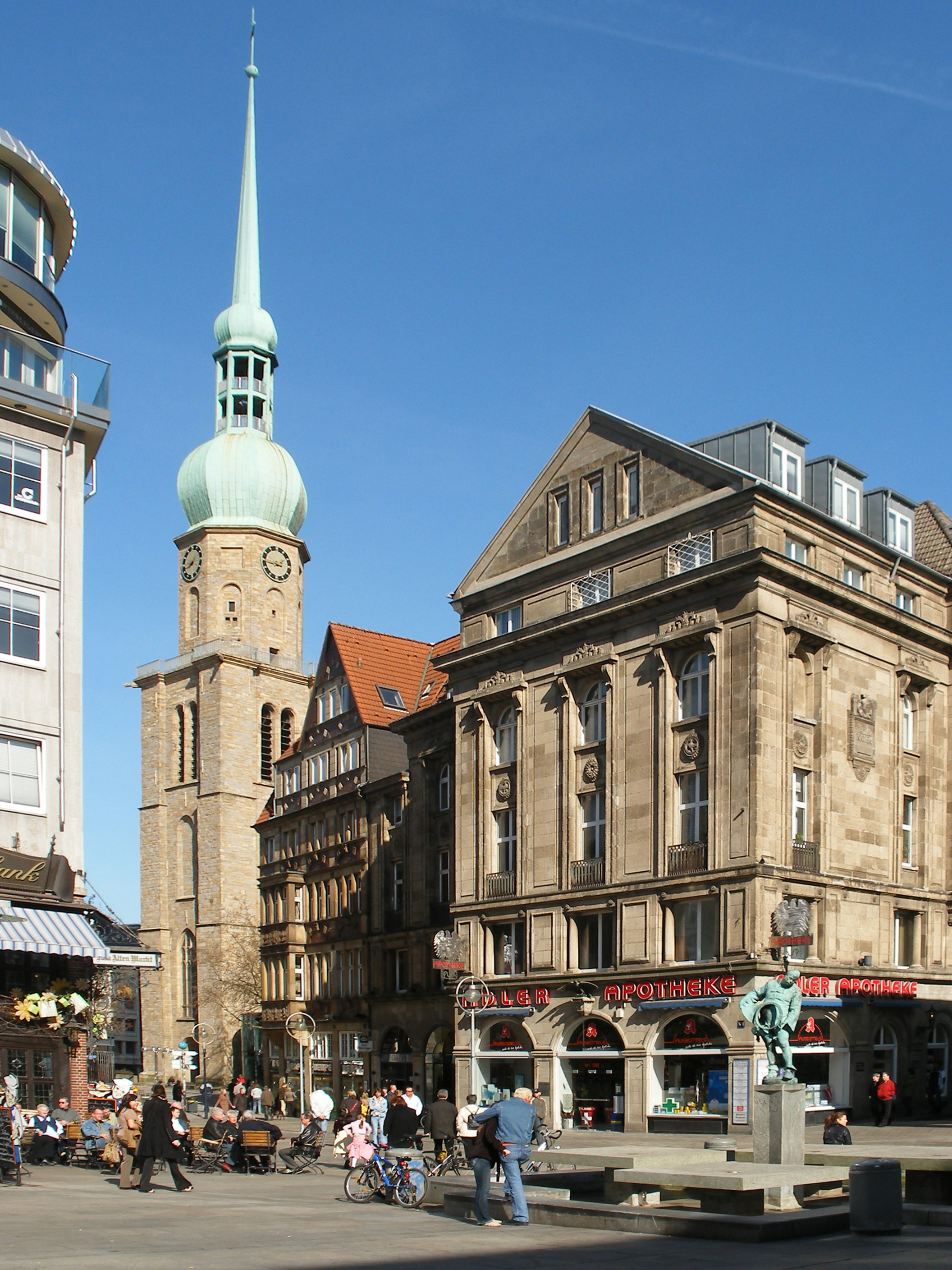
舊市場廣場和聖雷諾德教堂

聖雷諾德教堂（德語：Reinoldikirche）是位於德國多特蒙德的一座路德宗的教堂，也是多特蒙德歷史最悠久的教堂。教堂修建於1250年至1270年期間，位於多特蒙德的市中心。二戰期間教堂受到嚴重損壞，戰後重建。教堂內有一座大鐘，是威斯特法倫最大的鋼鐘。